# فوتبال در المپیک تابستانی ۲۰۱۶
فوتبال یکی از رشته‌های ورزشی بازی‌های المپیک تابستانی ۲۰۱۶ می‌باشد که از ۳ تا ۲۰ آگوست برگزار شد.
این مسابقات در شهرهای ریودو ژانیرو، بلو هوریزونته، برازیلیا، سالوادور، سائو پائولو و مانائوس انجام شده.

## مرحله مقدماتی

### مقدماتی مردان
| مسابقات                                        | تاریخ۱                     | کشور۱               | سهمیه | کشورهای انتخاب شده |
| ---------------------------------------------- | -------------------------- | ------------------- | ----- | ------------------ |
| کشور میزبان                                    | ۲ اکتبر ۲۰۰۹               | دانمارک             | ۱     | برزیل              |
| مسابقات فوتبال زیر ۲۳ سال آسیا ۲۰۱۶            | ۱۲ – ۳۰ ژانویه ۲۰۱۶        | قطر                 | ۳     | ژاپن               |
| مسابقات فوتبال زیر ۲۳ سال آسیا ۲۰۱۶            | ۱۲ – ۳۰ ژانویه ۲۰۱۶        | قطر                 | ۳     | کرهٔ جنوبی          |
| مسابقات فوتبال زیر ۲۳ سال آسیا ۲۰۱۶            | ۱۲ – ۳۰ ژانویه ۲۰۱۶        | قطر                 | ۳     | عراق               |
| مسابقات فوتبال زیر ۲۳ سال آفریقا ۲۰۱۵          | ۲۸ نوامبر – ۱۲ دسامبر ۲۰۱۵ | سنگال               | ۳     | الجزایر            |
| مسابقات فوتبال زیر ۲۳ سال آفریقا ۲۰۱۵          | ۲۸ نوامبر – ۱۲ دسامبر ۲۰۱۵ | سنگال               | ۳     | نیجریه             |
| مسابقات فوتبال زیر ۲۳ سال آفریقا ۲۰۱۵          | ۲۸ نوامبر – ۱۲ دسامبر ۲۰۱۵ | سنگال               | ۳     | آفریقای جنوبی      |
| مرحله مقدماتی المپیک تابستانی ۲۰۱۶ در کونکاکاف | ۱ – ۱۳ اکتبر ۲۰۱۵          | ایالات متحده آمریکا | ۲     | هندوراس            |
| مرحله مقدماتی المپیک تابستانی ۲۰۱۶ در کونکاکاف | ۱ – ۱۳ اکتبر ۲۰۱۵          | ایالات متحده آمریکا | ۲     | مکزیک              |
| مسابقات فوتبال جوانان آمریکای جنوبی ۲۰۱۵       | ۱۴ ژانویه – ۷ فوریه ۲۰۱۵   | اروگوئه             | ۱     | آرژانتین           |
| مسابقات فوتبال بازی‌های پاسیفیک                 | ۳ – ۱۷ ژوئیه ۲۰۱۵          | پاپوآ گینه نو       | ۱     | فیجی               |
| مسابقات فوتبال زیر ۲۱ سال اروپا ۲۰۱۵           | ۱۷ – ۳۰ ژوئن ۲۰۱۵          | جمهوری چک           | ۴     | دانمارک            |
| مسابقات فوتبال زیر ۲۱ سال اروپا ۲۰۱۵           | ۱۷ – ۳۰ ژوئن ۲۰۱۵          | جمهوری چک           | ۴     | آلمان              |
| مسابقات فوتبال زیر ۲۱ سال اروپا ۲۰۱۵           | ۱۷ – ۳۰ ژوئن ۲۰۱۵          | جمهوری چک           | ۴     | پرتغال             |
| مسابقات فوتبال زیر ۲۱ سال اروپا ۲۰۱۵           | ۱۷ – ۳۰ ژوئن ۲۰۱۵          | جمهوری چک           | ۴     | سوئد               |
| کلمبیا - ایالات متحده آمریکا                   | ۲۱ – ۲۹ مارس ۲۰۱۶          | برزیل               | ۱     | کلمبیا             |
| مجموع                                          |                            |                     | ۱۶    |                    |

- ^ Dates and venues are those of final tournaments (or final round of qualification tournaments), various qualification stages may precede matches at these specific venues.

### مقدماتی زنان
| مسابقات                                                            | تاریخ۱                 | کشور میزبان۱        | سهمیه | کشورهای انتخاب شده  |  |
| ------------------------------------------------------------------ | ---------------------- | ------------------- | ----- | ------------------- |  |
| کشور میزبان                                                        | ۲ اکتبر ۲۰۰۹           | دانمارک             | ۱     | برزیل               |  |
| مسابقات مقدماتی فوتبال زنان بازی‌های المپیک تابستانی ۲۰۱۶ آسیا      | ۲۹ فوریه – ۹ مارس ۲۰۱۶ | ژاپن                | ۲     | استرالیا            |  |
| مسابقات مقدماتی فوتبال زنان بازی‌های المپیک تابستانی ۲۰۱۶ آسیا      | ۲۹ فوریه – ۹ مارس ۲۰۱۶ | ژاپن                | ۲     | چین                 |  |
| مسابقات مقدماتی فوتبال زنان بازی‌های المپیک تابستانی ۲۰۱۶ آفریقا    | ۲–۱۸ اکتبر ۲۰۱۵        | رفت و برگشت         | ۲     | آفریقای جنوبی       |  |
| مسابقات مقدماتی فوتبال زنان بازی‌های المپیک تابستانی ۲۰۱۶ آفریقا    | ۲–۱۸ اکتبر ۲۰۱۵        | رفت و برگشت         | ۲     | زیمبابوه            |  |
| مسابقات مقدماتی فوتبال زنان بازی‌های المپیک تابستانی ۲۰۱۶ کونکاکاف  | ۱۰–۲۱ فوریه ۲۰۱۶       | ایالات متحده آمریکا | ۲     | کانادا              |  |
| مسابقات مقدماتی فوتبال زنان بازی‌های المپیک تابستانی ۲۰۱۶ کونکاکاف  | ۱۰–۲۱ فوریه ۲۰۱۶       | ایالات متحده آمریکا | ۲     | ایالات متحده آمریکا |  |
| کوپا آمریکا زنان ۲۰۱۴                                              | ۱۱ – ۲۸ سپتامبر ۲۰۱۴   | اکوادور             | ۱     | کلمبیا              |  |
| مسابقات مقدماتی فوتبال زنان بازی‌های المپیک تابستانی ۲۰۱۶ اقیانوسیه | ۲۳–۲۶ ژانویه ۲۰۱۶      | رفت و برگشت         | ۱     | نیوزیلند            |  |
| جام جهانی فوتبال زنان ۲۰۱۵ (در یوفا)                               | ۶ ژوئن – ۵ ژوئیه ۲۰۱۵  | کانادا              | ۳     | فرانسه              |  |
| جام جهانی فوتبال زنان ۲۰۱۵ (در یوفا)                               | ۶ ژوئن – ۵ ژوئیه ۲۰۱۵  | کانادا              | ۳     | آلمان               |  |
| مسابقات مقدماتی فوتبال زنان بازی‌های المپیک تابستانی ۲۰۱۶ اروپا     | ۲–۹ مارس ۲۰۱۶          | هلند                | ۳     | سوئد                |  |
| مجموع                                                              |                        |                     | ۱۲    |                     |  |

- ^ Dates and venues are those of final tournaments (or final round of qualification tournaments), various qualification stages may precede matches at these specific venues.

## ورزشگاه‌ها
|                                                                      | برازیلیا، ناحیه فدرال                                                   | سائو پائولو، ایالت سائو پائولو                                        |
| ورزشگاه ملی مانه گارینشا                                             | ورزشگاه آرنا کورینتیانس                                                 |                                                                       |
| ۱۵°۴۷′۰٫۶″ جنوبی ۴۷°۵۳′۵۶٫۹۹″ غربی / ۱۵٫۷۸۳۵۰۰°جنوبی ۴۷٫۸۹۹۱۶۳۹°غربی | ۲۳°۳۲′۴۳٫۹۱″ جنوبی ۴۶°۲۸′۲۴٫۱۴″ غربی / ۲۳٫۵۴۵۵۳۰۶°جنوبی ۴۶٫۴۷۳۳۷۲۲°غربی |                                                                       |
| ظرفیت: ۶۹٬۳۴۹                                                        | ظرفیت: ۴۸٬۲۳۴                                                           |                                                                       |
|                                                                      |                                                                         |                                                                       |
| بلو هوریزونته، میناس گرایس                                           | بلو هوریزونتهبرازیلیاسائو پائولوریودو ژانیروسالوادورمانائوس ·           | بلو هوریزونتهبرازیلیاسائو پائولوریودو ژانیروسالوادورمانائوس ·         |
| ورزشگاه مینیرو                                                       | بلو هوریزونتهبرازیلیاسائو پائولوریودو ژانیروسالوادورمانائوس ·           | بلو هوریزونتهبرازیلیاسائو پائولوریودو ژانیروسالوادورمانائوس ·         |
| ۱۹°۵۱′۵۷″ جنوبی ۴۳°۵۸′۱۵″ غربی / ۱۹٫۸۶۵۸۳°جنوبی ۴۳٫۹۷۰۸۳°غربی        | بلو هوریزونتهبرازیلیاسائو پائولوریودو ژانیروسالوادورمانائوس ·           | بلو هوریزونتهبرازیلیاسائو پائولوریودو ژانیروسالوادورمانائوس ·         |
| ظرفیت: ۵۸٬۱۷۰                                                        | بلو هوریزونتهبرازیلیاسائو پائولوریودو ژانیروسالوادورمانائوس ·           | بلو هوریزونتهبرازیلیاسائو پائولوریودو ژانیروسالوادورمانائوس ·         |
|                                                                      | بلو هوریزونتهبرازیلیاسائو پائولوریودو ژانیروسالوادورمانائوس ·           | بلو هوریزونتهبرازیلیاسائو پائولوریودو ژانیروسالوادورمانائوس ·         |
| سالوادور، باهیا                                                      | بلو هوریزونتهبرازیلیاسائو پائولوریودو ژانیروسالوادورمانائوس ·           | بلو هوریزونتهبرازیلیاسائو پائولوریودو ژانیروسالوادورمانائوس ·         |
| ورزشگاه ایتایپاوا آرنا فونته نوآوا                                   | بلو هوریزونتهبرازیلیاسائو پائولوریودو ژانیروسالوادورمانائوس ·           | بلو هوریزونتهبرازیلیاسائو پائولوریودو ژانیروسالوادورمانائوس ·         |
| ۱۲°۵۸′۴۳″ جنوبی ۳۸°۳۰′۱۵″ غربی / ۱۲٫۹۷۸۶۱°جنوبی ۳۸٫۵۰۴۱۷°غربی        | بلو هوریزونتهبرازیلیاسائو پائولوریودو ژانیروسالوادورمانائوس ·           | بلو هوریزونتهبرازیلیاسائو پائولوریودو ژانیروسالوادورمانائوس ·         |
| ظرفیت: ۵۱٬۹۰۰                                                        | بلو هوریزونتهبرازیلیاسائو پائولوریودو ژانیروسالوادورمانائوس ·           | بلو هوریزونتهبرازیلیاسائو پائولوریودو ژانیروسالوادورمانائوس ·         |
|                                                                      | بلو هوریزونتهبرازیلیاسائو پائولوریودو ژانیروسالوادورمانائوس ·           | بلو هوریزونتهبرازیلیاسائو پائولوریودو ژانیروسالوادورمانائوس ·         |
| مانائوس، آمازوناس                                                    | ریودو ژانیرو، ریودو ژانیرو                                              | ریودو ژانیرو، ریودو ژانیرو                                            |
| ورزشگاه آرنا آمازونیا                                                | ورزشگاه المپیک ژائو هاولانژ                                             | ورزشگاه ماراکانا                                                      |
| ۳°۴′۵۹″ جنوبی ۶۰°۱′۴۱″ غربی / ۳٫۰۸۳۰۶°جنوبی ۶۰٫۰۲۸۰۶°غربی            | ۲۲°۵۳′۳۵٫۴۲″ جنوبی ۴۳°۱۷′۳۲٫۱۷″ غربی / ۲۲٫۸۹۳۱۷۲۲°جنوبی ۴۳٫۲۹۲۲۶۹۴°غربی | ۲۲°۵۴′۴۳٫۸″ جنوبی ۴۳°۱۳′۴۸٫۵۹″ غربی / ۲۲٫۹۱۲۱۶۷°جنوبی ۴۳٫۲۳۰۱۶۳۹°غربی |
| ظرفیت: ۴۰٬۵۴۹                                                        | ظرفیت: ۶۰٬۰۰۰                                                           | ظرفیت: ۷۴٬۷۳۸                                                         |
|                                                                      |                                                                         |                                                                       |

## نتایج
| رویداد | طلا         | نقره        | برنز         |
| ------ | ----------- | ----------- | ------------ |
| مردان  | برزیل (BRA) | آلمان (GER) | نیجریه (NGR) |
| زنان   | آلمان (GER) | سوئد (SWE)  | کانادا (CAN) |

## جدول مدال‌ها
| رتبه  | کشور   | طلا | نقره | برنز | مجموع |
| ۱     | آلمان  | ۱   | ۱    | ۰    | ۲     |
| ۲     | برزیل* | ۱   | ۰    | ۰    | ۱     |
| ۳     | سوئد   | ۰   | ۱    | ۰    | ۱     |
| ۴     | کانادا | ۰   | ۰    | ۱    | ۱     |
| ۴     | نیجریه | ۰   | ۰    | ۱    | ۱     |
| مجموع | مجموع  | ۲   | ۲    | ۲    | ۶     |

### مدال‌آوران
| رویداد | طلا | نقره | برنز |
| مردان  | برزیل (BRA) · وورتون پریرا دا سیلوا · زکا · رودریگو کایو · مارکینیوس · رناتو آگوستو · داگلاس سانتوس · لوان وییرا · رافینیا آلکانترا · گابریل باربوسا · نیمار · گابریل ژسوس · والاس · ویلیام (بازیکن فوتبال) · لوان گارسیا · رودریگو دورادو · تیاگو مایا · فیلیپه اندرسون · اویلسون ·              | آلمان (GER) · تیمو هان · جرمی تولیان · لوکاس کلوسترمن · ماتیاس گینتر · نیکلاس زوله · سون بندر · مکس مایر · لارس بندر · دیوی زلکه · لئون گورتزکا · یولین برنت · یانیک هوت · فیلیپ ماکس · روبرت باور · مکس کریستینزن · گریشا پرومه · سرژ گنابری · نیلس پترسن · اریک اولشلاگل                                             | نیجریه (NGR) · دنیل اکپیی · ست سینسیر · کینگزلی مادو · شهو عبداللهی · ساتاردی اریمویا · ویلیام تروست اکنگ · امینو عمر · پیتر اتبو · ایموه ازکیل · جان اوبی میکل · جونیور آجایی · سالیو پوپولا · عمر صدیق · آزوبویکه اوکچوکو · اندیفرکه اودو · استنلی آموزی · محمد عثمان ادو · امانوئل دانیل · |
| زنان   | آلمان (GER) · الموت شولت · یوزفینا هنینگ · ساسکیا بارتوسیاک · لیونی مایر · آنیک کران · زیمون لاودر · ملانی بیرینگر · لینا گوسلینگ · الکساندرا پاپ · جنیفر ماروشسان · آنیا میتاگ · تابی کمه · سارا دیبریتز · بابت پیتر · مندی ایسلاکر · ملانی لویپلتز · ایزابل کرووسکی · لاورا بنکارت · سوونیا هوت | سوئد (SWE) · یونا آندرشون · امیلیا برودین · کسواره اسلانی · اما برگلوند · استینا بلکستنیوس · هیلدا کالین · لیسا دالکویست · ماگدالنا اریکسون · نیلا فیشر · پائولین هامارلاند · سوفیا یاکوبسن · هدویگ لیندال · فریدولینا رولفو · الین روبنسون · جسیکا ساموئلسون · لوتا شلین · کارولین سگر · لیندا سمبرنت · اولیویا اسکوگ | کانادا (CAN) · استفانی لبه · آلیشا چاپمن · کادیشا بیوکانان · شلینا زادورسکی · ربکا کوین · دین رز · ریان ویلکینسون · دیانا ماتسون · خوزه بلانگر · اشلی لارنس · دزیره اسکات · کریستین سینکلر · سوفی اشمیت · ملیسا تانکردی · نیشل پرنس · جانین بکی · جسی فلمینگ · سابرینا د آنجلو ·              |